# Estadio Nacional de Panamá
Pour les articles homonymes, voir Estadio Nacional.
 (avril 2025).
L'Estadio Nacional de Panama, aussi appelé Estadio Nacional Rodney Carew est un stade de baseball, situé dans la ville de Panama, au Panama. Il a une capacité de 27 000 spectateurs et a été inauguré le 10 janvier 1999. Il est utilisé d'abord par CB Panamá Metro, club de la Ligue de baseball du Panama et par l'équipe nationale de baseball. Son nom actuel lui a été donné en l'honneur du grand joueur de baseball Rod Carew, né au Panamà. Le stade a été l'hôte de plusieurs matchs internationaux de baseball, ainsi que de plusieurs concerts et autres événements. Il peut être adapté pour des matchs de football, mais la situation des spectateurs par rapport au jeu n'est alors pas idéale.
Depuis 2003 plusieurs plans ont été établis et discutés pour augmenter la capacité du stade à près de 45 000 spectateurs.
Parmi les artistes qui ont donné des spectacles au stade, on compte Christina Aguilera, Sting, Enrique Iglesias, Soda Stereo et Ruben Blades.